# Watchers of Rule
Watchers of Rule – szósty album studyjny amerykańskiej grupy muzycznej Unearth, wydany 28 października 2014 jako debiut nakładem eOne Music. 

## Lista utworów
1. "Intro" - 0:43
2. "The Swarm" - 3:24
3. "Lifetime in Ruins" - 4:12
4. "Guards of Contagion" - 3:16
5. "From the Tombs of Five Below" - 3:35
6. "Never Cease" - 3:25
7. "Trail to Fire" - 3:30
8. "To the Ground" - 3:15
9. "Burial Lines" - 3:04
10. "Birth of a Legion" - 3:11
11. "Watchers of Rule" - 3:25

Wersja limitowana
12.	"Throes of Remission" - 3:34
13. "Spirit in Black" (cover Slayer z albumu Seasons in the Abyss) - 4:10

## Twórcy
Skład zespołu
- Trevor Phipps – śpiew, teksty
- Buz McGrath – gitara, teksty
- Ken Susi – gitara, teksty, nagrania śpiewu
- Nick Pierce – perkusja, teksty

Udział innych
- Mark Morton – partie gitary basowej (udział gościnny)
- Mark Lewis – produkcja muzyczna, inżynieria muzyczna, miksowanie, mastering